# Émeute de Houston de 1917
L'émeute de Houston de 1917, ou Camp Logan Riot, est la mutinerie, le 23 août 1917, de 156 soldats afro-américains du 3e bataillon du 24e régiment d'infanterie des États-Unis, une unité des Buffalo Soldiers, stationné depuis peu au Camp Logan au bord du canal de Houston et à deux heures de marche de la ville de Houston. 

## Histoire
Les 654 soldats noirs et huit officiers blancs du 3e bataillon du 24e régiment d'infanterie des États-Unis basé à Columbus (Nouveau-Mexique) arrivent le 28 juillet 1917 au Texas pour garder le Camp Logan, l'un des nouveaux terrains d’entraînement de l'armée de terre des États-Unis en cours de construction à la suite de l'entrée en guerre des États-Unis dans la Première Guerre mondiale. 
À l'origine de l'émeute, il y a des coups portés à une femme noire par deux officiers de police blancs à la recherche d'un voleur le 23 août vers midi. Un soldat noir de ce bataillon qui s'est interposé est battu et arrêté par l'un des deux policiers. La ségrégation raciale au Texas a généré auparavant divers incidents, la tension et des rumeurs conduisent plus d'une centaine de soldats à se mutiner et à tenter de marcher sur le poste de police de Houston en soirée.
L'émeute dure toute une nuit, et entraîne la mort d'au moins quatre militaires noirs, dont deux tués accidentellement par leurs camarades, de deux Blancs dont un membre de l'Army National Guard confondu avec un policier — l'auteur se suicida à la suite de sa méprise — et d'un Hispanique, ainsi que de seize civils blancs dont cinq policiers, et une douzaine de blessés. La loi martiale est déclarée et les soldats désarmés le lendemain. Le 25 août, le bataillon est rapatrié sous escorte par train à Colombus.
Les militaires émeutiers sont jugés au cours de trois cours martiales : dix-neuf sont exécutés, et quarante-un condamnés à la détention à perpétuité. Le président Woodrow Wilson commue dix peines de mort en prison à perpétuité le 31 août 1918, mais en confirme six à côté des treize déjà prononcées.[pas clair]
Le régiment est transféré de Columbus (Nouveau-Mexique) aux Philippines.